# Тихоцкий, Иван Егорович
Иван Егорович Тихоцкий 2-й (ок. 1807—1865) — генерал-лейтенант, участник Кавказских походов и Крымской войны.
Родился около 1807 года в семье кавалерийского офицера Егора Михайловича Тихоцкого и его законной жены Марии Васильевны,  из старинного русского дворянства Харьковской губернии.
В военную службу вступил в начале 1820-х годов в ряды Кавказской армии. Унтер-офицер Новороссийского драгунского полка (1824−1826), офицер Кинбурнского драгунского полка (1826−1855). В 1826 году принял участие в Персидском походе и за отличие был награждён солдатским Георгиевским крестом; вслед за тем он был произведён в первый офицерский чин и переведён на службу в центральные губернии Российской империи.
Произведённый в 1842 году в майоры, Тихоцкий в 1845 году вернулся на Кавказ и принимал участие в неоднократных стычках с горцами, за отличие в 1848 году получил чин подполковника. 26 ноября 1849 года за беспорочную выслугу 25 лет в офицерских чинах Тихоцкий был награждён орденом св. Георгия 4-й степени (№ 8216 по кавалерскому списку Григоровича — Степанова); к этому времени Тихоцкий командовал 1-м дивизионом Нижегородского драгунского полка.
В 1851 году Тихоцкий был произведён в полковники. Во время Восточной войны Тихоцкий продолжал командовать дивизионом Нижегородских драгун и принимал участие во всех основных делах кампании вплоть до взятия Карса. За отличие в сражении при Башкадыкларе Тихоцкий 1 апреля 1854 года был награждён золотой шашкой с надписью «За храбрость», а 18 апреля 1855 года ему был пожалован бант к имеющемуся ордену св. Георгия 4-й степени (в списке Григоровича — Степанова ошибочно обозначено повторное награждение за № 9595)
За отличие в сражении с Турками, 24-го Июля 1854 года при сел. Кюрук-Дара.
В 1855–1860 годах командовал Тверским драгунским полком. В 1857 году произведён в генерал-майоры. Затем до 1865 года командовал Кавказской сводной драгунской дивизией (с начала 1865 года была преобразована в Кавказскую кавалерийскую дивизию).
В кампании зимы 1861–1862 года командовал Пшехским отрядом. Основатель многих казачьих станиц, в том числе тех, которые при объединении составляют современный город Белореченск, поэтому по праву может считаться основателем этого города.
30.8.1864 произведён в генерал-лейтенанты.
В октябре 1865 года скончался (31.10.1865 исключен из списков умершим).
М. Я. Ольшевский в своих мемуарах назвал Тихоцкого «человеком добрым, храбрым и не без некоторых других военных способностей».